# Peter Pieters (wielrenner)
Peter Pieters (Zwanenburg, 2 februari 1962) is een voormalig Nederlands wielrenner.
Hij was prof van 1984 tot en met 1995. Hij reed onder andere voor Zor, TVM, Tulip en Jolly. Hij won de klassieker Parijs-Tours in 1988, het jaar waarin hij ook Nederlands kampioen werd.
Pieters was niet alleen actief op de weg. Jarenlang hield hij na het afscheid van René Pijnen ongeveer in zijn eentje het Nederlandse baanwielrennen overeind. Het hoogtepunt haalde hij in 1991, toen hij een bronzen medaille won op het WK op de puntenkoers. Van 2010 tot en met 2021 was hij bondscoach van de Belgische baanwielrenners.
Pieters is een broer van oud-baanrenner Sjaak Pieters en de vader van Amy en Roy Pieters die beiden ook wielrenner zijn geworden.

## Palmares

### Baan
| Jaar | NK                                 | WK          | Overig           |
| ---- | ---------------------------------- | ----------- | ---------------- |
| 1981 | 1KM                                |             |                  |
| 1982 | 1KM                                |             |                  |
| 1983 | 1KM                                |             |                  |
| 1984 | 1KM                                |             |                  |
| 1985 | Puntenkoers, Achtervolging, Keirin |             |                  |
| 1986 | Puntenkoers                        |             |                  |
| 1987 |                                    |             |                  |
| 1988 |                                    |             |                  |
| 1989 |                                    |             |                  |
| 1990 |                                    |             |                  |
| 1991 |                                    | Puntenkoers |                  |
| 1992 |                                    |             | 6daagse Bordeaux |
| 1993 |                                    |             | 6daagse Bremen   |
| 1994 | Achtervolging                      |             |                  |
| 1995 |                                    |             | EK Omnium        |
| 1996 | Achtervolging, Puntenkoers         |             |                  |
| 1997 |                                    |             |                  |
| 1998 | Puntenkoers, Achtervolging         |             |                  |

### Weg
1983
- NK Ploegentijdrit
- 1e etappe Olympia's Tour

1984
- 1e etappe Ronde van Burgos
- 1e etappe Driedaagse van West-Vlaanderen

1985
- Proloog Ronde van Murcia

1987
- 3e etappe Ronde van Murcia

1988
- Criterium Hengelo
- NK Wielrennen Elite
- 2e etappe Vierdaagse van Duinkerke
- Ronde van Friesland
- Ronde van Midden-Zeeland
- Ronde van België
- Parijs-Tours

1989
- Criterium Hengelo
- Kustpijl
- GP Libération (ploegentijdrit)

1990
- 3e etappe Ronde van Nederland
- Profronde van Almelo

1991
- Criterium Berghem
- Criterium Haaften

1992
- 1e etappe A Ronde van Zweden
- 3e etappe Ronde van Zweden
- 6e etappe Ronde van Zweden
- Criterium Aalsmeer
- 3e etappe Ronde van Picardië
- Criterium Woerden

1993
- Criterium Aachen
- Grote 1-Mei Prijs

1994
- Criterium Goppingen

1995
- Criterium Fort Morgan

1996
- Ronde van de Haarlemmermeer

1997
- Dernycriterium Maastricht

### Resultaten in voornaamste wedstrijden
| Jaar | Ronde van Italië | Ronde van Frankrijk | Ronde van Spanje |
| ---- | ---------------- | ------------------- | ---------------- |
| 1985 |                  | 140e                | opgave           |
| 1987 |                  |                     | opgave           |
| 1988 |                  |                     |                  |
| 1989 | uitgesloten      | opgave              |                  |
| 1990 |                  |                     |                  |
| 1991 |                  |                     | buiten tijd      |
| 1992 |                  | opgave              |                  |
| 1993 |                  |                     |                  |

| Jaar | Milaan-San Remo | Gent-Wevelgem | Ronde van Vlaanderen | Parijs-Roubaix | Amstel Gold Race | Parijs-Tours | Omloop Het Volk |  | Wereldranglijsten |
| ---- | --------------- | ------------- | -------------------- | -------------- | ---------------- | ------------ | --------------- |  | ----------------- |
| 1985 | 95e             |               |                      |                |                  |              |                 |  |                   |
| 1987 |                 | 54e           |                      |                | 56e              |              |                 |  |                   |
| 1988 |                 | 50e           |                      | 44e            |                  | Goud         |                 |  | 21e (UWB)         |
| 1989 |                 | 49e           |                      |                |                  | 58e          |                 |  |                   |
| 1990 |                 |               |                      |                |                  |              | 13e             |  |                   |
| 1991 | 112e            | 45e           |                      | 29e            | 23e              | 6e           |                 |  |                   |
| 1992 | 114e            | 55e           | 51e                  | 4e             |                  | 47e          | Zilver          |  |                   |
| 1993 |                 |               | 98e                  |                |                  |              |                 |  |                   |